# Platoon (soundtrack)
Platoon is de originele soundtrack voor de film Platoon uit 1986 van Oliver Stone. Het album werd uitgebracht in 1987 door Atlantic Records.

## Achtergrond
De filmmuziek werd gecomponeerd door Georges Delerue. Het hoofdthema dat in de film wordt gebruikt, omvat Adagio for Strings van Samuel Barber. Liedjes uit de film waren "White Rabbit" van Jefferson Airplane en "Okie from Muskogee" van Merle Haggard (een anachronisme, aangezien de film zich afspeelt in 1967, maar Haggards nummer pas in 1969 werd uitgebracht). Tijdens een scène in de "Underworld" zingen de soldaten mee met "The Tracks of My Tears" van Smokey Robinson and the Miracles, dat ook in de trailer van de film te horen was. De soundtrack bevat ook "Groovin'" van The Rascals en "(Sittin' On) The Dock of the Bay" van Otis Redding.
Een uitgebreid album met de volledige filmmuziek van Georges Delerue werd in 2018 uitgebracht in een beperkte oplage door Quartet Records.

## Tracklijst
| 1.                 | "The Village" - Adagio for Strings (Vancouver Symphony Orchestra) | Samuel Barber                     | 1:47 |
| 2.                 | Tracks of My Tears (Smokey Robinson and the Miracles)             | Mark Tarplin, William Robinson Jr | 2:57 |
| 3.                 | Okie from Muskogee (Merle Haggard)                                | Merle Haggard, Roy Burris         | 3:05 |
| 4.                 | Hello, I Love You (The Doors)                                     | Jim Morrison                      | 2:13 |
| 5.                 | White Rabbit (Jefferson Airplane)                                 | Grace Slick                       | 2:33 |
| 6.                 | "Barnes Shoots Elias" (Vancouver Symphony Orchestra)              | Georges Delerue                   | 3:10 |
| 7.                 | Respect (Aretha Franklin)                                         | Otis Redding                      | 2:28 |
| 8.                 | (Sittin' On) The Dock of the Bay (Otis Redding)                   | Otis Redding, Steve Cropper       | 2:45 |
| 9.                 | When a Man Loves a Woman (Percy Sledge)                           | Andrew Wright, Calvin Lewis       | 2:52 |
| 10.                | Groovin' (The Rascals)                                            | Edward Brigati, Felix Cavaliere   | 2:31 |
| 11.                | Adagio for Strings (Vancouver Symphony Orchestra)                 | Samuel Barber                     | 6:53 |
| Totale duur: 33:13 |                                                                   |                                   |      |

## Credits
- Dirigent – Georges Delerue (tracks: 1, 6, 11)
- Dialoog – Charlie Sheen (track: 11)

## Hitnoteringen

### NPO Klassiek Filmmuziek Top 200
| Als Platoon (The Village: Adagio for Strings) in de NPO Klassiek Filmmuziek Top 200 | Als Platoon (The Village: Adagio for Strings) in de NPO Klassiek Filmmuziek Top 200 | Als Platoon (The Village: Adagio for Strings) in de NPO Klassiek Filmmuziek Top 200 | Als Platoon (The Village: Adagio for Strings) in de NPO Klassiek Filmmuziek Top 200 |
| Jaar                                                                                | 2017                                                                                | 2018                                                                                | 2021                                                                                |
| ----------------------------------------------------------------------------------- | ----------------------------------------------------------------------------------- | ----------------------------------------------------------------------------------- | ----------------------------------------------------------------------------------- |
| Positie                                                                             | 12                                                                                  | 23                                                                                  | 45                                                                                  |